# Tanatría
Tanatría es un cortometraje de terror sobrenatural español de 2012 dirigido por Sergio Sánchez y escrito por Juan José Hidalgo junto con el cineasta.
El estreno tuvo lugar el 25 de mayo del mismo año en Centro Cultural Provincial de Málaga, ciudad en la que tuvo lugar el rodaje.
La producción fue premiada en la I Muestra de Cortos de Terror En línea celebrado en Pamplona, España. El corto compitió con cincuenta y dos proyectos más.

## Argumento
En su primer día de trabajo en un hospital de Málaga como médico de guardia, Daniel (Fran Millán) empieza a ser testigo de sucesos extraños mientras hace la ronda por el centro sanitario.

## Reparto
- Fran Millán es Daniel Cañada.
- Paco Roma es Lázaro Ribera.
- Carlos Reina es Celador.
- Alba Ramírez es Interina.
- Mariola Aguilar es Monja.
- Lolo Martín es Donofreo Vallejo.
- Montse Carné es Sra. Paciente
- 'Tomás Fernández Vilchez es Primer espíritu.